# منظمة الشباب العالمية لحقوق الإنسان
منظمة الشباب العالمية لحقوق الإنسان هي منظمة غير ربحية يقع مقرها الأساسي في ولاية لوس أنجلوس الأمريكية. أسس معتنقو السينتولوجيا هذه المنظمة ومولوها إلى حد كبير، وتتجسد مهمتها المعلنة في «تعليم الشباب في جميع أنحاء العالم حول حقوق الإنسان، وبالتالي مساعدتهم ليصبحوا دعاة مهمين لتعزيز التسامح والسلام».
تعمل المنظمة على ترويج كتابات مؤسس السينتولوجيا وكاتب الخيال العلمي لافاييت رونالد هوبارد حول حقوق الإنسان وإعلان الأمم المتحدة العالمي لحقوق الإنسان، وذلك من خلال رعاية مسابقات المقالات والفن وتوفير المواد للطلاب والمرشدين التربويين للمدارس.
أسست السينتولوجيّة ماري شاتلوورث المنظمة في أغسطس في عام 2001 وفقًا لكنيسة السينتولوجيا الدولية «بالتنسيق مع مكتب حقوق الإنسان التابع لكنيسة السينتولوجيا الدولية». يذكر موقع السينتولوجيا إنشاء المنظمة للأنشطة في أكثر من 26 دولة بما في ذلك المكسيك والولايات المتحدة والسويد بحلول عام 2004.

## برامج
تعاونت منظمة الشباب العالمية من أجل حقوق الإنسان مع شركة تي إكس إل للأفلام (التي أسسها تارون ليكستون ابن مؤسسة المنظمة ماري شاتلوورث) لإنشاء الفيديو الموسيقي بعنوان «يونايتد» الحائز على جائزة؛ وأصدروا ثلاثين إعلانًا للخدمة العامة للتلفزيون في يونيو في عام 2006 يوضحون فيهم كلًا من الحقوق الثلاثين في الإعلان العالمي لحقوق الإنسان، والتي أنشأتها إدارة حقوق الإنسان بكنيسة السينتولوجيا الدولية لصالح منظمة الشباب العالمية من أجل حقوق الإنسان.

## الأنشطة والأحداث
توزع منظمة الشباب العالمية من أجل حقوق الإنسان المواد المتعلقة بتفسيرها للإعلان العالمي لحقوق الإنسان وبرامج المنظمة، وتفعل ذلك لأطفال المدارس في مجموعة متنوعة من الدول المتقدمة مثل الولايات المتحدة وأستراليا والمملكة المتحدة وجمهورية التشيك. تنشط المنظمة أيضًا في ألمانيا. سلمت المنظمة جائزة في بلجيكا وعقدت أيضًا حفل توزيع جوائز في بلغاريا للجائزة ذاتها. منحت المنظمة جائزة واحدة لممثلة صينية روجت لآراء المجموعة على موقعها على شبكة الإنترنت، وأعطت جائزة أخرى لعالم السينتولوجيا الشاب الذي عرض الفيلم «يونايتد» ووزع مواد المنظمة في مدرسته. 
عقدت المنظمة مؤتمرًا في زيوريخ، وناقشت خططًا لعرض وتوزيع موادها على تلاميذ المدارس في غانا وليبيريا، ودعت إلى تخفيض الرسوم المدرسية في أوغندا وعقدت مسيرة سلام في نيجيريا. عملت المنظمة من أجل إطلاق «شهر حقوق الإنسان» في جنوب إفريقيا بلد منشأ ماري شاتلوورث. يًدعَم عمل المنظمة من قبل الممثل والسينتولوجي توم كروز، وتتعاون مع منظمات حقوق الإنسان الأخرى مثل الأفرع المحلية لمنظمة العفو الدولية. تقول صحيفة فرانكفورت العامة إنه لم يكن لدى منظمة العفو في برلين أو مقر منظمة العفو الدولية في لندن علم بأي تعاون من هذا القبيل، وأزالت منظمة العفو الدولية قائمة المتعاونين على موقع منظمة الشباب العالمية من أجل حقوق الإنسان الإلكتروني اعتبارًا من مارس في عام 2013.
نظمت منظمة الشباب العالمية من أجل حقوق الإنسان مؤتمرًا في مدرسة ثانوية في لوس أنجلوس في عام 2005. قال ستيفن ستراشان مدير مدرسة جوردان الثانوية إنه لم يكن يعلم بعلاقة المنظمة بالكنيسة حتى أُدرجت كنيسة السينتولوجيا للعموم كراعٍ مشارك، وذلك على الرغم من علمه بأن بعض المنظمين كانوا من معتنقي السينتولوجيا. بدأ التفاوض على اتفاق لإزالة أي ذكر لكنيسة السينتولوجيا من الأدب بعد معرفته بالعلاقة، وأُرسلت رسائل إلى الأهالي تفيد بأن الطلاب سيحتاجون إلى إذن لحضور المؤتمر.
قادت منظمة الشباب العالمية من أجل حقوق الإنسان دورة تدريبية رائدة في مجال حقوق الإنسان في مقاطعة كوازولو ناتال في جنوب إفريقيا في عام 2007، فوزعت فيها مسيرة لافاييت رونالد هوبارد بعنوان «الطريق إلى السعادة» للطلاب الذين تتراوح أعمارهم بين 12 و17 عامًا، وعلمتهم مصطلحات السينتولوجيا مثل مقياس درجات الأصوات أثناء محاولة تسجيلهم في «مارشال فريش مارشالز»، وهي منظمة للسينتولوجيا مثل ناركونن. قال مسؤول في حكومة المقاطعة إنه يأمل أن يصل بها إلى 4.44 مليون طفل في المقاطعة.

## النقد
أعربت ثلاثة طالبات من مدرسة كانتربري الثانوية للبنات عن قلقهم إزاء الإشارات العلنية إلى السينتولوجيا في المواد الترويجية في عام 2007 في منتدى الشباب لحقوق الإنسان الذي نظمته المنظمة في سيدني في أستراليا. قالت إحداهن إنها شعرت بالاستغلال. تبحث وزارة التعليم في شكاوى الطلاب. قال ديفيد كلارك، وهو ليبرالي في مجلس الشيوخ في نيو ساوث ويلز وعضو المجموعة الكاثوليكية أوبوس دي، إنه لم يكن على علم بأي روابط قوية بين منتدى الشباب وكنيسة السينتولوجيا.
اتهم صحفي ألماني السينتولوجيا بالإعلانات الخاطئة من خلال منظمة الشباب العالمية من أجل حقوق الإنسان وتجنيد الأعضاء بشكل غير مباشر، وقال مسؤولون حكوميون في ألمانيا إن المنظمة بمثابة تكتيك للتستر على السينتولوجيا.
اشتكى متحف الهولوكوست في فلوريدا من عدم الكشف عن علاقة المنظمة بالسينتولوجيا عندما عملوا معهم لتنظيم مسيرة لحقوق الإنسان في سان بطرسبرغ في فلوريدا في مارس في عام 2007.
أجاب منظم المنظمة على كل الحالات المذكورة أعلاه بأن دعم كنيسة السينتولوجيا للمنظمة ليس له علاقة بأعمال المنظمة، ولم يكن للكنيسة تأثيرًا على رسالة المنظمة المتجسدة بحقوق الإنسان. علّقت صحيفة هيرالد على المواد التي وُزعت في الحدث في أستراليا، فإن صورة لافاييت رونالد هوبارد والاقتباسات برزت بشكل واضح أكثر من تلك الخاصة بالناشطين مثل مارتن لوثر كينغ والمهاتما غاندي.
صرح أورسولا كابيرتا، مفوض فرقة السينتولوجيا التابعة لهيئة هامبورغ الداخلية (وهي مجموعة مراقبة السينتولوجيا)، أن المنظمة هي واحدة من العديد من المجموعات المرتبطة بالسينتولوجيا التي تخفي علاقتها بالكنيسة وتسعى إلى جذب الشباب وتجنيدهم.
أصدر مجلس شيوخ هامبورغ تقريرًا عن السينتولوجيا في عام 1995 يصف فيه بنيته والمخاطر التي عرضها على الأفراد والمجتمع. أوضحت إحدى الفقرات (المستشهدة بوثائق السينتولوجيا) دور جميع المنظمات التي ترتبط بالكنيسة مثل منظمة الشباب العالمية من أجل حقوق الإنسان.

وصفت السينتولوجيا وظيفة المنظمات التابعة للكنيسة في مذكرة داخلية:
«تشكل جميع المنظمات والمجموعات شبكة عالمية. كل واحدة منها لها دورها ومسؤولياتها الفردية. وتهدف جميع مؤسسات الخدمة إلى لفت الانتباه إلى تقنية لافاييت رونالد هوبارد وتقديمها للجمهور».
سيتناسب كل نشاط مهما كان مرتبطًا بالسينتولوجيا مع خطة إستراتيجية طويلة الأمد توُجَّه في النهاية من قبل الإدارة العليا.

## السينتولوجيا ومنظمة الشباب العالمية لحقوق الإنسان وحقوق الإنسان في أوروبا
تُعد منظمة الشباب العالمية من أجل حقوق الإنسان جزءًا من حملة السينتولوجيا الشاملة وفقا لموقع السينتولوجيا الرسمي. تنشط المنظمة المعروفة بالألمانية باسم «Jugend für Menschenrechte» في كل من سويسرا وألمانيا وتنظم مؤتمرات لحقوق الإنسان للشباب لتعزيز التسامح الديني. أعرب أنتجي بلومنتال عضو البرلمان الألماني بإشارة إلى الحملة عن قلقه من إساءة استخدام نوايا الشباب الحسنة.
حققت حكومتا فرنسا وألمانيا في السينتولوجيا فيما يتعلق بانتهاكات حقوق الإنسان والتحقيقات التي تصفها منظمة السينتولوجيا بالتمييز. ردت المنظمة لذلك بحملة معارضة من خلال المكتب الأوروبي الدولي للشؤون العامة وحقوق الإنسان التابع لكنيسة السينتولوجيا باستخدام إعلانات الخدمة العامة الصادرة عن منظمة الشباب العالمية من أجل حقوق الإنسان والتي أنشأتها إدارة حقوق الإنسان بكنيسة السينتولوجيا الدولية.